# Parteen
Parteen (irisch An Pairtín) ist ein Dorf im südlichen County Clare in Irland mit 889 Einwohnern (2022). 

## Lage
Parteen liegt etwa vier Kilometer nördlich von Limerick zwischen dem Shannon und dem Ardnacrusha Canal. Durch den Ort führt die R464 nach Limerick. Im Norden liegt das Laufkraftwerk The Shannon Scheme Richtung Ardnacrusha. 
Auf der Flussinsel Saint Thomas Island im Shannon befinden sich die Ruinen des Castle of the Weir (Castle Caslaunnacorran) und die Ruinen des gregorianischen Tuthill House.

## Geschichte
Am Ortsrand liegt Quinsborough House, das der High Sheriff von Clare 1767 erbaut hatte und das 1850 erweitert wurde.
Die katholische St. Patrick’s Church wurde um 1850 erbaut und 1985 erweitert. Die freistehende anglikanische Kirche gleichen Namens wurde bereits 1840 errichtet.

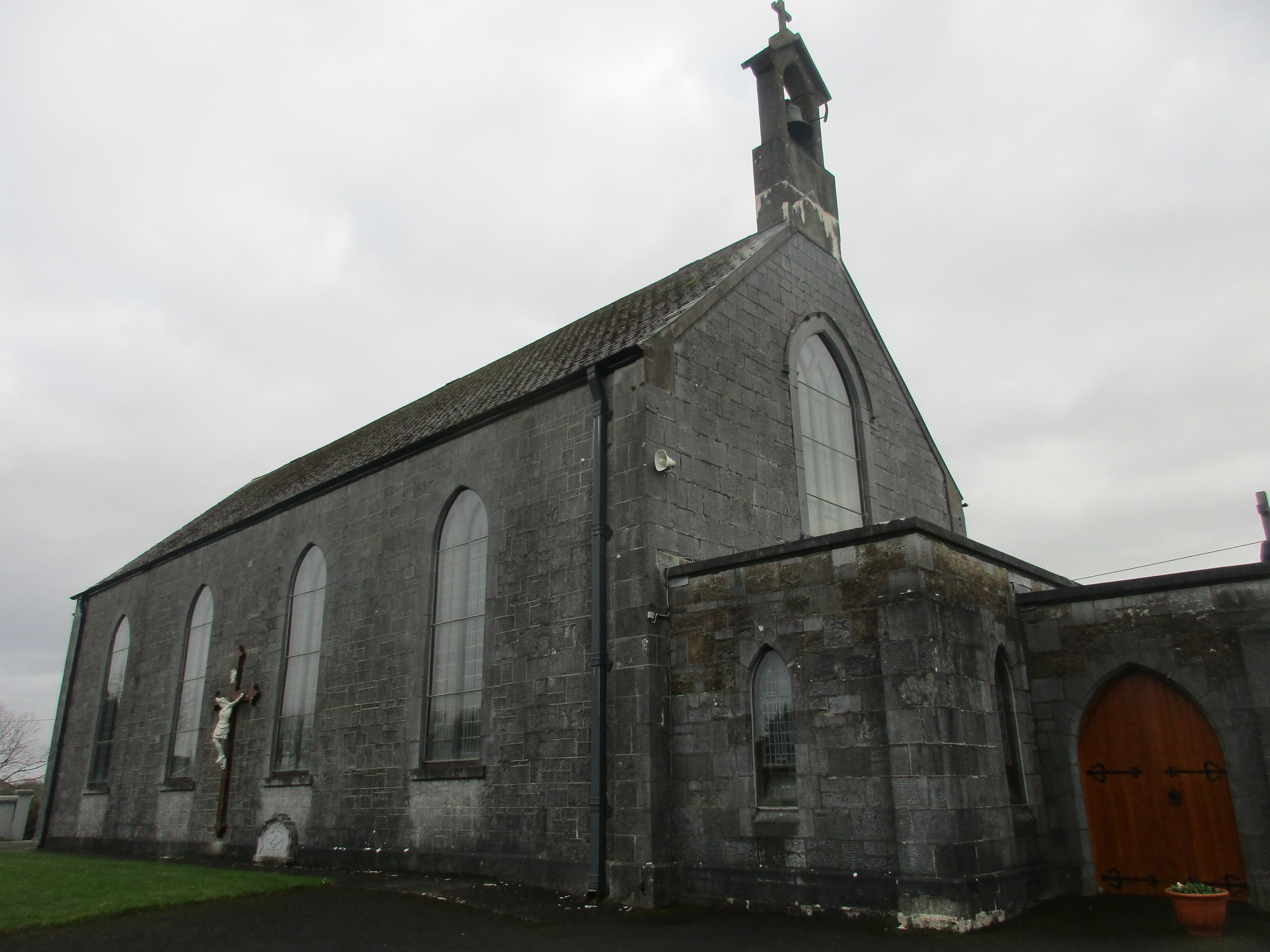
Katholische St. Patrick’s Church